# Jubileum 75
A Jubileum 75 magyar nemesítésű fehérborszőlő-fajta. Kurucz András és Kwaysser István állította elő 1951-ben az Ezerjó és a Szürkebarát keresztezésével Kecskeméten.

## Leírása
Az 1970-es évek közepén  terjedt el kiváló rothadás-ellenálló képessége miatt.  Jó fagytűrő képességet vártak el tőle, az Alföldön való terjedését remélték, de ez a tulajdonsága nem felelt meg az elvárásoknak.
Előnyének tartják  viszont késői "lusta" fakadását, amivel a kora tavaszi fagyokat elkerüli.
Nem túl erős növekedésű, laza lombú tőkét nevel. Egyedülállónak tekinthető morfológiája lilás levélnyelével, hajtás tengelyével és levélereivel a borszőlőfajták között.
Fürtje vállas, közepesen tömött, bogyói húspiros színűek.
Közepes termőképességű. Október első felében érik. A must cukortartalma kicsi, savtartalma közepes.  Bora jó minőségű asztali bor. 
A Csongrádi-, Kunsági- borvidéken ültetvényes, a Balatonfelvidéken kiegészítő fajta.